# Cerna Moghila, Burgas
Cerna Mogila (în bulgară Черна могила) este un sat în Obștina Aitos, Regiunea Burgas, Bulgaria.

## Demografie
Componența etnică a satului Cerna Moghila
     Turci (100%)
     Nicio identificare (0%)
     Altele (0%)
La recensământul din 2011, populația satului Cerna Moghila era de 335 locuitori. Din punct de vedere etnic, majoritatea locuitorilor (100,0%) erau turci. Pentru 0,0% din locuitori nu este cunoscută apartenența etnică.